# Cynanchum lanhsuense
Cynanchum lanhsuense là một loài thực vật có hoa trong họ La bố ma. Loài này được T.Yamaz. mô tả khoa học đầu tiên năm 1968.